# Medal of Honor (serie televisiva)
Medal of Honor è una serie televisiva statunitense di genere docu-drama distribuita da Netflix. Il trailer ufficiale è stato pubblicato il 4 ottobre 2018. La prima stagione è stata interamente pubblicata il 9 novembre 2018.
La serie racconta le storie vere di soldati che hanno ricevuto la medaglia d'onore al valor militare.

## Episodi
| Stagione       | Episodi | Pubblicazione USA | Pubblicazione Italia |
| -------------- | ------- | ----------------- | -------------------- |
| Prima stagione | 8       | 2018              | 2018                 |